# Campionati europei di atletica leggera 2022 - Maratona maschile
La maratona maschile dei campionati europei di atletica leggera 2022 si è svolta il 15 agosto 2022 nel percorso creato nelle strade di Monaco di Baviera, in Germania. La gara è stata valida anche per la Coppa Europa a squadre, assegnata durante la rassegna europea.

## Podio
| Pos.    | Atleta         | Nazionalità | Tempo      | Note                                     |
| ------- | -------------- | ----------- | ---------- | ---------------------------------------- |
| Oro     | Richard Ringer | Germania    | 2h 10' 21" | Miglior prestazione personale stagionale |
| Argento | Maru Teferi    | Israele     | 2h 10' 23" |                                          |
| Bronzo  | Gashau Ayale   | Israele     | 2h 10' 29" | Miglior prestazione personale stagionale |

## Situazione pre-gara

### Record
Prima di questa competizione, il record del mondo (RM), il record europeo (EU) e il record dei campionati (RC) erano i seguenti.
| Record                | Prestazione | Atleta               | Data                                  | Competizione          |
| --------------------- | ----------- | -------------------- | ------------------------------------- | --------------------- |
| Record mondiale       | 2h 01' 39"  | Eliud Kipchoge Kenya | 16 settembre 2018 Berlino, Germania   | Maratona di Berlino   |
| Record europeo        | 2h 03' 36"  | Bashir Abdi Belgio   | 1º agosto 2021 Rotterdam, Paesi Bassi | Maratona di Rotterdam |
| Record dei campionati | 2h 09' 51"  | Koen Naert Belgio    | 12 agosto 2018 Berlino, Germania      | Europei 2018          |

### Campione in carica
Il campione europeo in carica era:
| Campione | Atleta            | Prestazione | Data                             | Competizione |
| -------- | ----------------- | ----------- | -------------------------------- | ------------ |
| Europeo  | Koen Naert Belgio | 2h 09' 51"  | 12 agosto 2018 Berlino, Germania | Europei 2018 |

### La stagione
Prima di questa gara, gli atleti europei con le migliori tre prestazioni dell'anno erano:
| Pos. | Atleta                   | Prestazione | Data                                  |
| ---- | ------------------------ | ----------- | ------------------------------------- |
| 1    | Abdi Nageeye Paesi Bassi | 2h 04' 56"  | 10 aprile 2022 Rotterdam, Paesi Bassi |
| 2    | Morhad Amdouni Francia   | 2h 05' 22"  | 3 aprile 2022 Parigi, Francia         |
| 3    | Bashir Abdi Belgio       | 2h 05' 23"  | 10 aprile 2022 Rotterdam, Paesi Bassi |

## Risultati

### Finale
La finale si è disputata alle ore 11:30 del 15 agosto:
| Pos.                  | Atleta                   | Nazione       | Tempo      | Note                                     |
| --------------------- | ------------------------ | ------------- | ---------- | ---------------------------------------- |
| Oro                   | Richard Ringer           | Germania      | 2h 10' 21" | Miglior prestazione personale stagionale |
| Argento               | Maru Teferi              | Israele       | 2h 10' 23" |                                          |
| Bronzo                | Gashau Ayale             | Israele       | 2h 10' 29" | Miglior prestazione personale stagionale |
| 4                     | Amanal Petros            | Germania      | 2h 10' 39" | Miglior prestazione personale stagionale |
| 5                     | Nicolas Navarro          | Francia       | 2h 10' 39" |                                          |
| 6                     | Ayad Lamdassem           | Spagna        | 2h 10' 52" |                                          |
| 7                     | Yimer Getahun            | Israele       | 2h 10' 56" | Miglior prestazione personale stagionale |
| 8                     | Koen Naert               | Belgio        | 2h 11' 28" | Miglior prestazione personale stagionale |
| 9                     | Girmaw Amare             | Israele       | 2h 11' 32" |                                          |
| 10                    | Michael Gras             | Francia       | 2h 12' 39" |                                          |
| 11                    | Tiidrek Nurme            | Estonia       | 2h 12' 46" |                                          |
| 12                    | Jorge Blanco             | Spagna        | 2h 13' 18" | Miglior prestazione personale stagionale |
| 13                    | Daniele Meucci           | Italia        | 2h 14' 22" |                                          |
| 14                    | Daniel Mateo             | Spagna        | 2h 14' 34" |                                          |
| 15                    | Yago Rojo                | Spagna        | 2h 14' 41" | Miglior prestazione personale stagionale |
| 16                    | Johannes Motschmann      | Germania      | 2h 14' 52" | Miglior prestazione personale stagionale |
| 17                    | Philip Sesemann          | Gran Bretagna | 2h 15' 17" | Miglior prestazione personale stagionale |
| 18                    | Adam Nowicki             | Polonia       | 2h 15' 21" | Miglior prestazione personale stagionale |
| 19                    | Iliass Aouani            | Italia        | 2h 15' 34" |                                          |
| 20                    | Rui Pinto                | Portogallo    | 2h 15' 43" |                                          |
| 21                    | Benjamin Choquert        | Francia       | 2h 15' 48" |                                          |
| 22                    | René Cunéaz              | Italia        | 2h 15' 55" |                                          |
| 23                    | Adrian Lehmann           | Svizzera      | 2h 15' 57" | Miglior prestazione personale stagionale |
| 24                    | Hendrik Pfeiffer         | Germania      | 2h 16' 04" |                                          |
| 25                    | Konstantin Wedel         | Germania      | 2h 16' 09" |                                          |
| 26                    | Omer Ramon               | Israele       | 2h 16' 35" |                                          |
| 27                    | Abdi Hakin Ulad          | Danimarca     | 2h 16' 41" |                                          |
| 28                    | Jonas Leandersson        | Svezia        | 2h 16' 54" |                                          |
| 29                    | Linus Rosdal             | Svezia        | 2h 17' 09" | Miglior prestazione personale stagionale |
| 30                    | Mohamud Aadan            | Gran Bretagna | 2h 17' 34" |                                          |
| 31                    | Archie Casteel           | Svezia        | 2h 17' 44" |                                          |
| 32                    | Kaur Kivistik            | Estonia       | 2h 17' 51" |                                          |
| 33                    | Stefano La Rosa          | Italia        | 2h 17' 57" |                                          |
| 34                    | Fábio Oliveira           | Portogallo    | 2h 18' 02" |                                          |
| 35                    | Andrew Davies            | Gran Bretagna | 2h 18' 23" |                                          |
| 36                    | Gáspár Csere             | Ungheria      | 2h 18' 35" | Miglior prestazione personale stagionale |
| 37                    | Patrik Wägeli            | Svizzera      | 2h 18' 46" | Miglior prestazione personale stagionale |
| 38                    | Ilie Corneschi           | Romania       | 2h 18' 59" |                                          |
| 39                    | Weldu Negash Gebretsadik | Norvegia      | 2h 18' 59" |                                          |
| 40                    | Tom Hendrikse            | Paesi Bassi   | 2h 19' 21" | Miglior prestazione personale stagionale |
| 41                    | Roman Fosti              | Estonia       | 2h 19' 34" | Miglior prestazione personale stagionale |
| 42                    | Ronald Schröer           | Paesi Bassi   | 2h 19' 40" |                                          |
| 43                    | Abdelaziz Merzougui      | Spagna        | 2h 19' 47" | Miglior prestazione personale stagionale |
| 44                    | Andrew Heyes             | Gran Bretagna | 2h 19' 47" |                                          |
| 45                    | Mustafa Mohamed          | Svezia        | 2h 19' 52" | Miglior prestazione personale stagionale |
| 46                    | Andreas Lommer           | Danimarca     | 2h 20' 34" |                                          |
| 47                    | Maxim Răileanu           | Moldavia      | 2h 21' 01" |                                          |
| 48                    | Luís Saraiva             | Portogallo    | 2h 21' 23" |                                          |
| 49                    | Arkadiusz Gardzielewski  | Polonia       | 2h 21' 34" |                                          |
| 50                    | Simon Boch               | Germania      | 2h 21' 34" | Miglior prestazione personale stagionale |
| 51                    | Kamil Karbowiak          | Polonia       | 2h 21' 48" | Miglior prestazione personale stagionale |
| 52                    | Florian Carvalho         | Francia       | 2h 21' 51" |                                          |
| 53                    | Vitaliy Shafar           | Ucraina       | 2h 22' 24" |                                          |
| 54                    | Ebba Tulu Chala          | Svezia        | 2h 23' 04" |                                          |
| 55                    | Hermano Ferreira         | Portogallo    | 2h 24' 21" |                                          |
| 56                    | Ivan Siuris              | Moldavia      | 2h 25' 17" |                                          |
| 57                    | Ignas Brasevičius        | Lituania      | 2h 25' 25" |                                          |
| 58                    | Hugh Armstrong           | Irlanda       | 2h 25' 27" |                                          |
| 59                    | Ihor Heletiy             | Ucraina       | 2h 26' 33" | Miglior prestazione personale stagionale |
| 60                    | Martin Olesen            | Danimarca     | 2h 28' 08" |                                          |
| 61                    | Primož Kobe              | Slovenia      | 2h 29' 23" |                                          |
| 62                    | Rune Bækgaard            | Danimarca     | 2h 31' 37" |                                          |
|                       | Julien Lyon              | Svizzera      | dnf        | dnf                                      |
| Ömer Alkanoğlu        | Turchia                  |               | dnf        | dnf                                      |
| Soufiane Bouchikhi    | Belgio                   |               | dnf        | dnf                                      |
| Jiří Homoláč          | Rep. Ceca                |               | dnf        | dnf                                      |
| Bukayawe Malede       | Israele                  |               | dnf        | dnf                                      |
| Emmanuel Roudolff     | Francia                  |               | dnf        | dnf                                      |
| Polat Kemboi Arıkan   | Turchia                  |               | dnf        | dnf                                      |
| Luke Caldwell         | Gran Bretagna            |               | dnf        | dnf                                      |
| Daniele D'Onofrio     | Italia                   |               | dnf        | dnf                                      |
| Tachlowini Gabriyesos | Atleti Rifugiati         |               | dnf        | dnf                                      |
| Arttu Vattulainen     | Finlandia                |               | dnf        | dnf                                      |
| Dario Ivanovski       | Macedonia del Nord       |               | dnf        | dnf                                      |
| Remigijus Kančys      | Lituania                 |               | dnf        | dnf                                      |
| Nicolaï Saké          | Belgio                   |               | dnf        | dnf                                      |
| Kamil Jastrzębski     | Polonia                  |               | dnf        | dnf                                      |
| Yohan Durand          | Francia                  |               | dnf        | dnf                                      |
| Tsegay Tesfamariam    | Svezia                   |               | dnf        | dnf                                      |

Legenda:
- Pos. = posizione
- NF = prova non completata (Non Finito)
- = miglior prestazione personale stagionale